# Бранко Андучич
Бранко Андучич (хорв. Branko Andučić; нар. ?  — пом. ?) — югославський футболіст, що грав на позиції нападника.
Виступав у складі клубу «Славія» (Осієк). Ставав чемпіоном футбольної асоціації Осієка в 1925, 1926, 1930 і 1932 роках. Неодноразово був учасником фінальних турнірів чемпіонату Югославії. Був одним з головних бомбардирів команди, відзначившись у 29 матчах дванадцятьма голами.
Виступав у складі збірної міста Осієка. Зокрема, був учасником усіх чотирьох розіграшів Кубка короля Олександра, турніру, що в 1924—1927 роках проводився для збірних міст Югославії.